# Manuel Ramírez de Galarreta y Planell
Manuel Ramírez (Alhama de Aragón, 1864–Madrid, 1916) fue un comerciante y lutier español, hermano de José Ramírez I.
Formado en los sucesivos talleres de elaboración de guitarras que había montado y dirigido en Madrid su hermano, hacia 1891 se independizó, en principio con el apoyo de su hermano y luego en abierta disputa debido a la competencia entre ambos talleres. Manuel tuvo su primer taller en el número 24 de la Cava Baja madrileña, hasta que se trasladó a la plaza de Santa Ana n.º 5, y de allí al local de los números 10 y 11 de la calle de Arlabán (hasta 1921). En ese local, al parecer fue visitado en 1912 por un jovencísimo Andrés Segovia, a quien, el constructor, impresionado por el virtuosismo del guitarrista, decidió regalarle el instrumento que quería alquilar. Aquella guitarra, quizá envuelta en cierta leyenda, acompañó al maestro Segovia a lo largo de su vida, y es una de las que se conservan en el Museo Metropolitano de Nueva York, donadas por la viuda del guitarrista, Emilita Segovia.

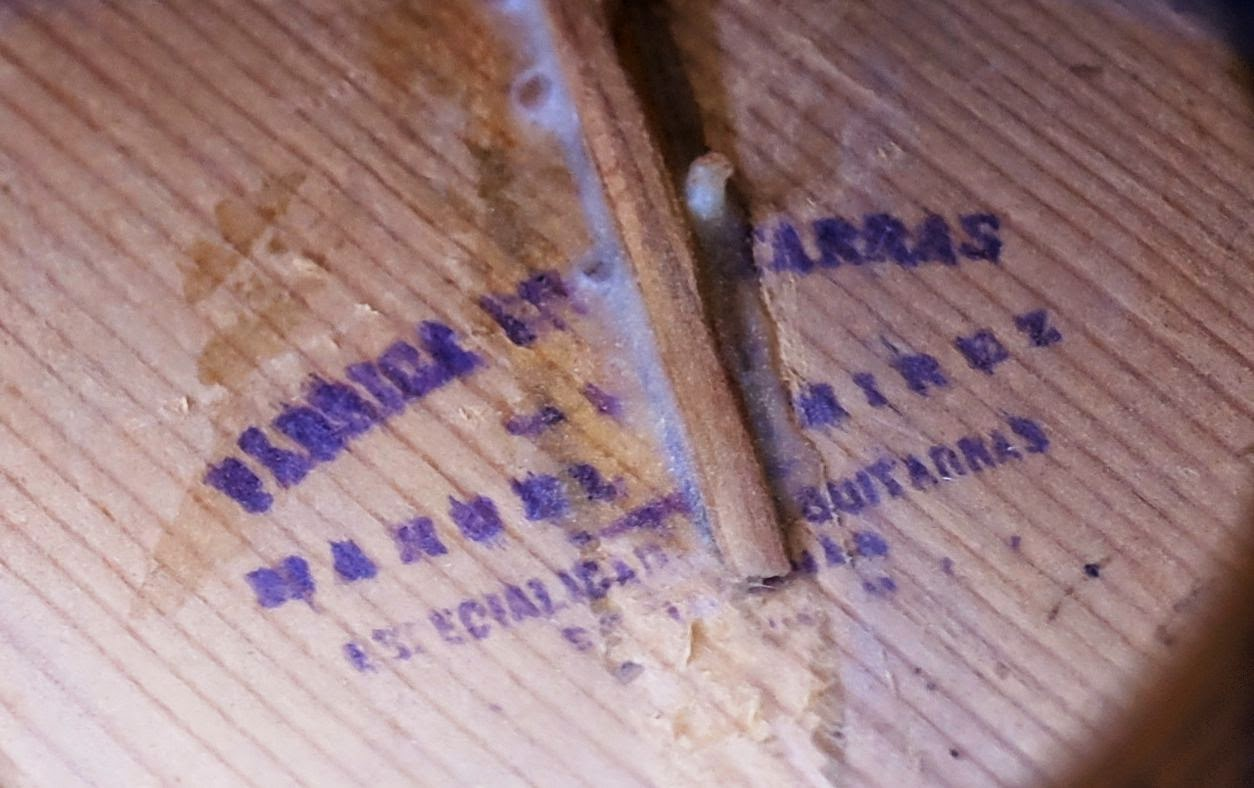
Sello en el interior de la guitarra.

En 1893 consiguió medalla en la Exposición Universal de Chicago (a la calidad de sus instrumentos), y también fue reconocido con el cargo de lutier del Real Conservatorio de Música de Madrid. También elaboró instrumentos de arco, en especial violines de buena factura y sonoridad, aunque no muy potentes.[cita requerida]
Manuel Ramírez murió con apenas 48 años de edad sin dejar descendencia. Su viuda y los operarios del taller continuaron el negocio con el nombre de ‘Viuda de Manuel Ramírez’.